# South African Pro-Am Invitational
Het South African Pro-Am Invitational was een golftoernooi in Zuid-Afrika, dat deel uitmaakte van de Sunshine Tour. Het toernooi werd opgericht in 2006.

## Winnaars
| 2006 | april         | Paarl Golf Club          | Paarl         | Jean Hugo         | 200 (–16)     | [ 1 ]         |               |               |
| 2006 | mei           | Kempton Park Golf Club   | Johannesburg  | Tongoona Charamba | 199 (–17)     | [ 2 ]         |               |               |
| 2007 | Geen toernooi | Geen toernooi            | Geen toernooi | Geen toernooi     | Geen toernooi | Geen toernooi | Geen toernooi | Geen toernooi |
| 2008 | augustus      | Paarl Golf Club          | Paarl         | George Coetzee    | 207 (–9)      | [ 3 ]         |               |               |
| 2009 | mei           | Prince's Grant Golf Club | KwaDukuza     | Adilson da Silva  | 203 (–13)     | [ 4 ]         |               |               |
| 2009 | september     | Randpark Golf Club       | Johannesburg  | Ryan Tipping      | 208 (–8)      | [ 5 ]         |               |               |
| 2009 | oktober       | Paarl Golf Club          | Paarl         | Chris Swanepoel   | 199 (–17)     | [ 6 ]         |               |               |
| 2010 | 9-11 sept     | Randpark Golf Club       | Johannesburg  | Tyrone Ferreira   | 208 (–8)      | [ 7 ]         |               |               |
| 2010 | 23-25 sept    | Paarl Golf Club          | Paarl         | Jaco Van Zyl      | 194 (–22)     | [ 8 ]         |               |               |
| 2010 | oktober       | Prince's Grant Golf Club | KwaDukuza     | Michiel Bothma    | 206 (–12)     | [ 9 ]         |               |               |

Amatola Sun Classic · Atlantic Beach Classic · Bell's Player Championship · Bloemfontein Classic · Botswana Open · Bushveld Classic · Canon Classic · Coca-Cola Charity Championship · Cock of the North · Devonvale Classic · Emfuleni Classic · Eskom Power Cup · General Motors Open · Goldfields Powerade Classic · Goodyear Classic · Graceland Challenge · Highveld Classic · ICL International · Iscor Newcastle Classic · Kalahari Classic · Limpopo Classic · Lombard Tyres Classic · Mafunyane Trophy · Mercedes Benz Golf Challenge · Mount Edgecombe Trophy · Namibië Open · Namibia PGA Championship · Nashua Wild Coast Sun Challenge · Natal Open · Nelson Mandela Invitational · Northern Cape Classic · Observatory Classic · Palabora Classic · Parmalat Classic · Radio Algoa Challenge · Randfontein Classic · Rhodesian Masters · Riviera Resort Classic · Royal Swazi Sun Classic · Seekers Travel Pro-Am · South African Masters · South African Match Play Championship · South African Pro-Am Invitational · Spoornet Classic · Sun Coast Classic · Transvaal Open · Vodacom Golf Championship · Vodacom Open · Vodacom Players Championship · Vodacom Series · Vodacom Trophy · Western Cape Classic · Western Province Open